# José Rodríguez (judo)
Pour les articles homonymes, voir José Rodríguez et Rodríguez.
José Rafael Rodríguez Carbonell, né le 28 mars 1959, est un judoka cubain.

## Biographie
José Rodríguez participe aux Jeux olympiques d'été de 1980 à Moscou en catégorie des moins de 60 kg et obtient la médaille d'argent après avoir été battu en finale par le Français Thierry Rey.